# 용궁역
용궁역(Yonggung station, 龍宮驛)은 경상북도 예천군 용궁면에 위치한 경북선의 철도역이다. 현재는 무배치간이역으로 운영되고 있으며, 인근에 낙동강의 지류인 내성천에 둘러싸여져서 형성된 마을인 회룡포가 있다. 2001년 발매된 임창정 8집 "기다리는 이유" 뮤직비디오와 KBS의 1박 2일 경북 예천편 촬영을 했던 곳이기도 하다. 2013년 4월 역사 일부를 민간에 임대하여 '토끼간빵'이란 빵 제조 및 판매 시설로 사용되고 있다.

## 연혁
- 1928년 11월 1일 : 보통역으로 영업 개시[3]
- 1944년 10월 1일 : 점촌~안동 구간 폐선으로 폐역
- 1965년 10월 12일 : 역사 신축 준공
- 1966년 1월 27일 : 점촌~영주 구간 개통으로 보통역으로 영업 재개[4]
- 1983년 5월 1일 : 배치간이역으로 격하
- 1983년 10월 1일 : 무배치간이역으로 격하[5]
- 1989년 1월 1일 : 배치간이역으로 변경[6]
- 1991년 1월 1일 : 소화물 취급 중지[7]
- 2004년 9월 1일 : 화물 취급 중지[8]
- 2004년 12월 10일 : 무배치간이역으로 격하[9]

### 승강장
| ↑개포 |
|       |
| 점촌↓ |

| 승강장 | 경북선 | 무궁화호 | 김천▪영주 방면 |

## 인접한 역
| 경북선         | 경북선          | 경북선         |
| -------------- | --------------- | -------------- |
| 개포 영주 방면 | 무궁화호 경북선 | 점촌 김천 방면 |